# Musée archéologique du territoire de Populonia
Le Musée archéologique du territoire de Populonia (en italien : Museo archeologico del territorio di Populonia) se trouve sur la commune de Piombino, située dans la province de Livourne, en Toscane (Italie).

## Situation
Le musée est situé dans le Palazzo Nuovo de la citadelle de Piombino, le centre historique de Piombino, réalisé par Felix et Élisa Baciocchi, sœur de Napoléon Bonaparte.
Transformé en habitation populaire, il fut ensuite réhabilité en palais. Il occupe l'intérieur de la citadelle fortifiée à la réalisation de laquelle a contribué Léonard de Vinci.

## Description
Le musée archéologique est connexe au Parco archeologico di Baratti e Populonia et représente le principal pôle d'exposition du Sistema dei Parchi della Val di Cornia.
Il restitue les activités et le milieu antique et décrit les transformations liées au peuplement du promontoire depuis la préhistoire jusqu'à nos jours en passant par l'époque étrusque.
Le riche patrimoine archéologique qui constitue le thème de l'exposition a été transféré au musée à la suite d'une convention passée entre le Ministero per i Beni e le Attività Culturali (Soprintendenza Archeologica per la Toscana), Parchi Val di Cornia Spa et la Commune de Piombino, sur la base de principes législatifs qui régissent les rapports de collaboration entre l'état, la région, organismes locaux et entreprises culturelles.
Un centre en archéologie expérimentale concernant le travail de la céramique et de la pierre est lié au musée.

## Collections
Le musée occupe sur trois étages une surface de 1 800 m2 et conserve plus de deux mille pièces entre objets préhistoriques (une pierre avec la représentation d'une tête de bison), pièces archéologiques provenant des fouilles effectuées dans la Parc des nécropoles de Populonia ainsi que du matériel de l'époque romaine.
- Préhistoire,
- Périodes étrusques,
- Époque romaine,
- Ères romaines tardive et médiévale

Parmi les pièces remarquables on trouve l'Amphore de Baratti, vase d'argent trouvée en 1968 dans la portion de mer entre Baratti et San Vincenzo datable de la fin du IVe siècle, décorée de 132 ovales avec des figures en bas-reliefs représentant la déesse Cybèle (révélant la persistance du paganisme quatre siècles après le début du Christianisme), ainsi que le Mosaico dei Pesci (« Mosaïque des poissons »), de l'époque romaine (IIe siècle av. J.-C.) (reconstitution).

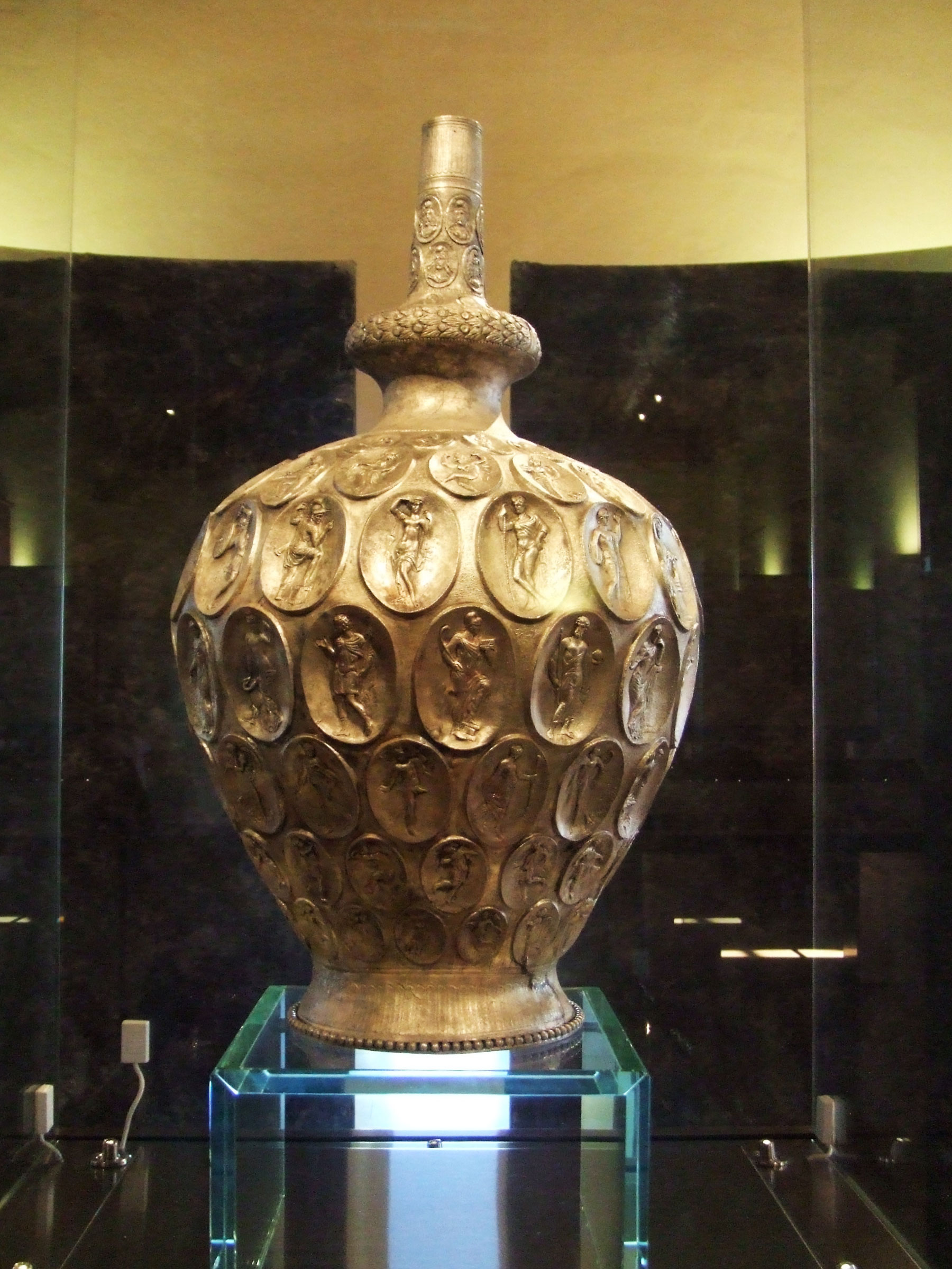
L'amphore de Baratti.
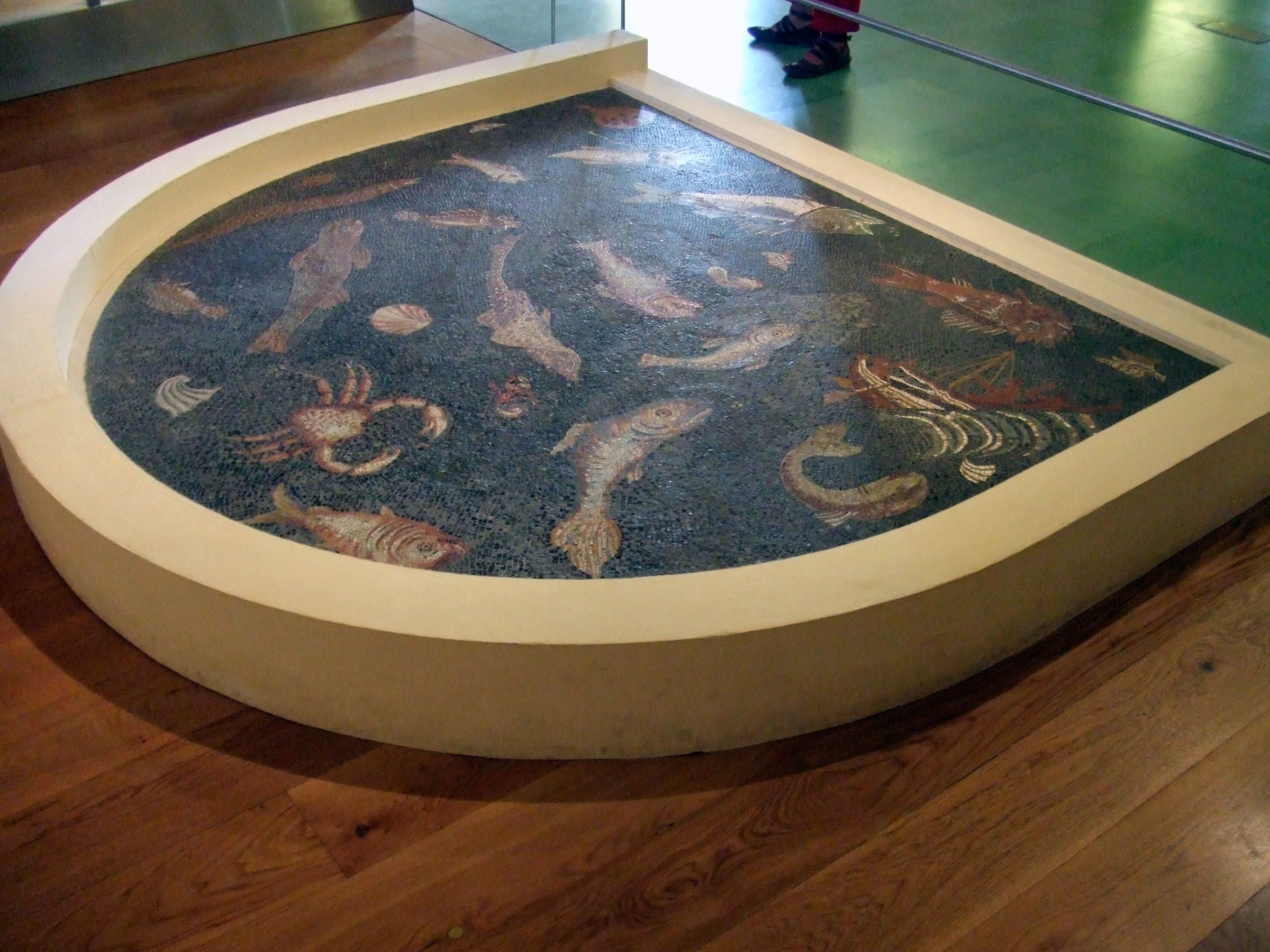
La mosaïque des poissons.
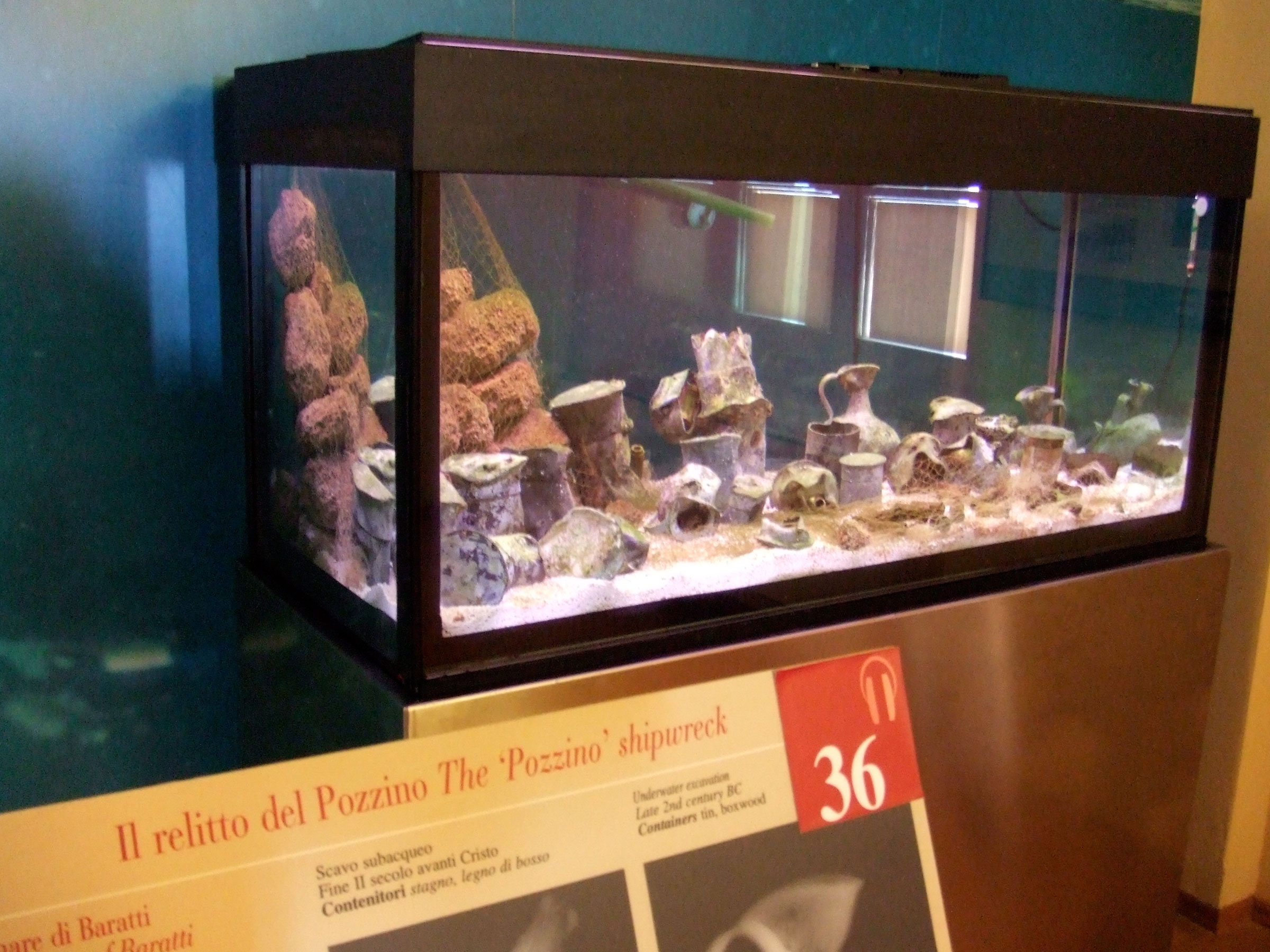
Aquarium-reconstitution.
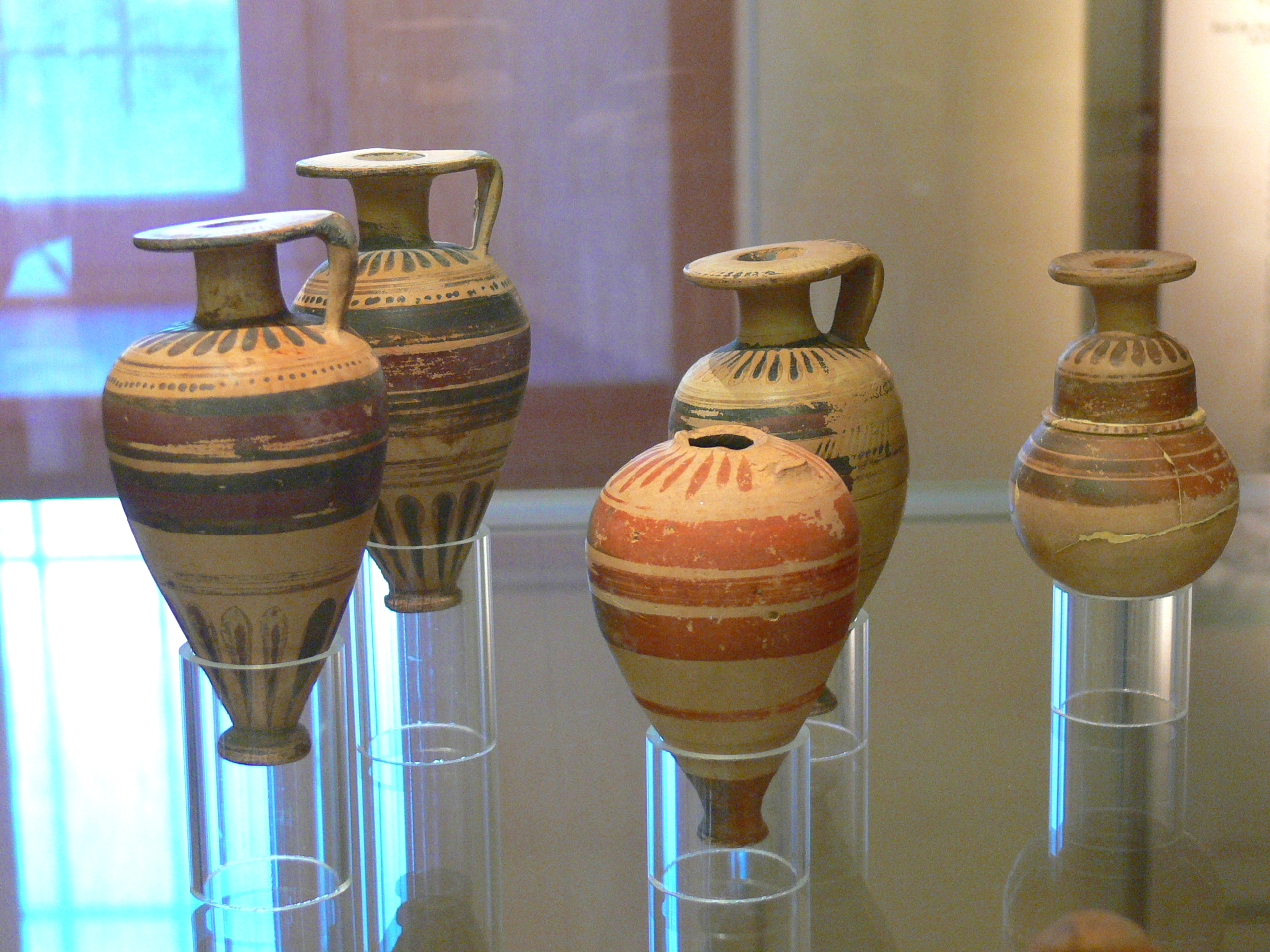
Poteries grecques

On peut aussi admirer plusieurs aquariums exposant des reconstitutions (et conservations) de pièces archéologiques dans les conditions de leur découverte en eau de mer.

## Parcours
Le projet scientifique de mise en place du musée est l'œuvre du département d'archéologie de l'Université de Sienne qui a apporté une attention particulière aux aspects didactiques et de communication des données scientifiques.
Le parcours proposé a comme thème le rapport historique entre l'homme, le territoire et les ressources parmi lesquelles la production sidérurgique antique et récente prend un relief particulier.
On note la reconstitution à l'échelle de complexes productifs comme des fours proto-historiques, des fours étrusques, des tombes ainsi qu'une cale de navire évocatrice d'épaves de navires découvertes dans les eaux locales.

## Sources
- (it) Cet article est partiellement ou en totalité issu de l’article de Wikipédia en italien intitulé « Museo archeologico del territorio di Populonia » (voir la liste des auteurs).